# Volosivka, Ciudniv
Volosivka (în ucraineană Волосівка) este un sat în comuna Kilkî din raionul Ciudniv, regiunea Jîtomîr, Ucraina.

## Demografie
Componența lingvistică a localității Volosivka
     Ucraineană (99,53%)
     Alte limbi (0,47%)
Conform recensământului din 2001, majoritatea populației localității Volosivka era vorbitoare de ucraineană (99,53%), existând în minoritate și vorbitori de alte limbi.